# Gnaphale de Hoppe
Gnaphalium hoppeanum
Espèce
Le Gnaphale de Hoppe (Gnaphalium hoppeanum) est une espèce de plante à fleurs de la famille des Asteracées.
Ce sont des plantes vivaces.